# Xenia van Sint-Petersburg
Xenia van Sint-Petersburg (Russisch: Святая блаженная Ксения Петербургская) geboren als Xenia Grigorijevna Petrova (Russisch: Ксения Григорьевна Петрова)  (Sint-Petersburg, circa 1719 - 1730 – aldaar, circa 1803) is een patroonheilige van Sint-Petersburg, die volgens de overlevering al haar bezittingen aan de armen schonk na de dood van haar echtgenoot.
Haar echtgenoot was kolonel Andreij Fjodorovitsj Petrov, een vermogend bevelhebber uit het Russische leger. Hij was nauw betrokken bij de Sint-Andreaskathedraal.  Na zijn dood zou Xenia nog 45 jaar lang de straten van Sint-Petersburg hebben doorgelopen gekleed in het militaire uniform van haar man. Hierbij deelde ze haar fortuin uit aan de minder bedeelden in de stad. 
Xenia ligt begraven op het Smolenskijkerkhof. Haar graf wordt sinds 1902 gemarkeerd door een kapel. In 1988 werd ze door de Russisch-orthodoxe Kerk als Dwaas om Christus wil heilig verklaard. Haar feestdag werd vastgesteld op 24 januari van de juliaanse kalender, wat overeenkomt met 6 februari volgens de gregoriaanse kalender.